# Ledeno vino
Ledeno vino je vrsta vina, ki se od navadnega vina razlikuje po načinu pridelave. 

## Pridelava
Ledena vina se pridelajo iz grozdja, ki je popolnoma pomrznilo na vinski trti. Takrat voda v grozdnih jagodah zamrzne. V Sloveniji so pogoji za ledena vina zakonsko določeni. Pogoji, da se vino lahko prodaja pod imenom ledeno vino, so: najmanj tri dni in noči temperatura -7 stopinj Celzija in vsebnost sladkorja 130 stopinj Oe.
Pri pridelavi ledenih vin je pomembno, da se zmrznjeno grozdje spreša, še preden se odtali. S tem se doseže, da se iz jagod iztisne sok s sladkorjem in kislinami, voda v obliki ledu pa v veliki meri ostane v preši. 
Za pridobivanje ledenega vina je pomembno tudi, da je grozdje zdravo in da ga ni napadla gniloba (botritis). Ledeno vino ima delikatno, fino, kompleksno in trajno sortno cvetico. Gre za zelo sladka vina z visokimi vsebnostmi kislin.

## Zgodovina
Obstajajo dokazi, da so ledeno vino pridobivali že v antičnem Rimu. Plinij Starejši (23–79) je v svojih zapiskih zapisal, da se nekatere sorte grozdja trgajo šele po prvi slani. Pesnik Martial pa je v svojih zapisih zagovarjal, da se mora grozdje trgati šele konec novembra oz. takrat, ko v celoti zmrzne.